# Amenmosze (hivatalnok)

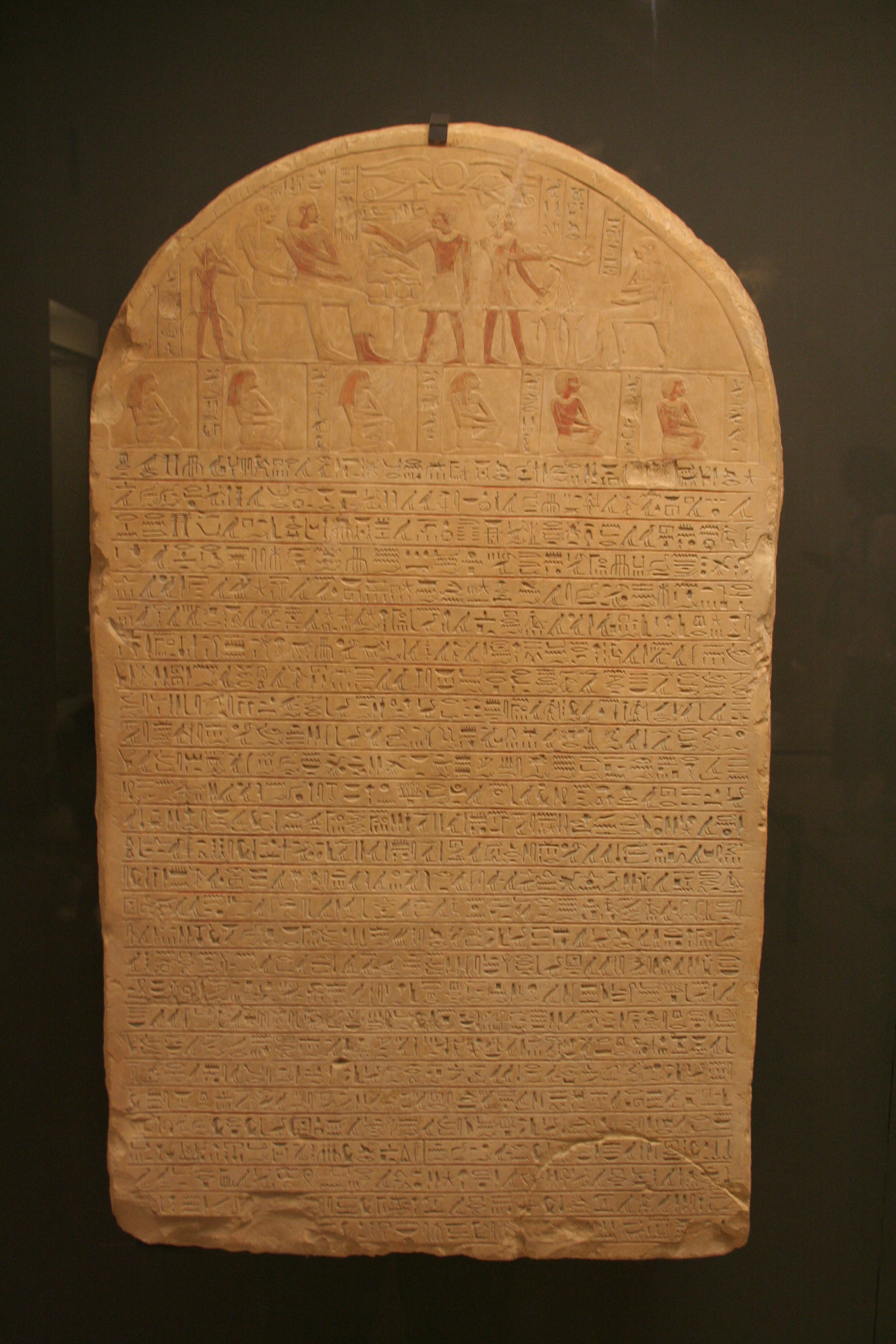
Sztélé Amenmosze himnuszával (Louvre)

Amenmosze (fl. i. e. 1300 körül) ókori egyiptomi hivatalnok volt, Ámon jószágainak felügyelője, valószínűleg a XVIII. dinasztia korának vége felé. Keveset tudni róla, de számos, a Louvre-ban őrzött lelet említi, köztük egy sztélén (leltári szám: C 286) fennmaradt szöveg, Amenmosze himnusza, és egy szenet-játék, ami egyik gyermekéé volt. Anyját Henutnak hívták.
A sztélé mérete 1.03×0.62 méter. A felső lunettában egy kettős áldozati jelenet látható: baloldalt Amenmosze és felesége, Nofertari ül egy áldozati asztal előtt, egyik fiuk áldozatot mutat be nekik, egy másik fiuk, Amenemwia pedig szülei mögött áll; jobboldalt egy Baket nevű hölgynek mutat be áldozatot egy pap. A jelenet alatt Amenmosze és Nofertari hat további gyermeke térdel. Ez alatt áll a 28 soros szöveg, amely az Ozirisz-mítosz legteljesebb, egyiptomi nyelven fennmaradt változata – ennél részletesebben csak görög nyelvű beszámolók léteznek, úgy tűnik, Ozirisz megölése túl félelmetes esemény volt ahhoz, hogy részletesen írjanak róla. A himnusz Hórusz (és rajta keresztül a hatalmon lévő uralkodó) dicsőítésével ér véget.

## Fordítás
- Ez a szócikk részben vagy egészben  az   Imenmes című angol Wikipédia-szócikk ezen változatának fordításán alapul.  Az eredeti cikk szerkesztőit annak laptörténete sorolja fel. Ez a jelzés csupán a megfogalmazás eredetét és a szerzői jogokat jelzi, nem szolgál a cikkben szereplő információk forrásmegjelöléseként.